# 民主中道
民主中道（みんしゅちゅうどう）は、「民主リベラル」と「保守中道」とを組み合わせた、日本の民主党が掲げた理念の1つ。後に綱領と位置づけられた1998年の結党時の「私たちの基本理念」に明記されたが、2013年2月24日に採択された新しい綱領においては、使用されなかった。

## 概要
民主党は1998年の「私たちの基本理念」で「民主中道」を以下のように記している。

## 経緯
1998年の衆議院本会議にて、同党衆議院議員中野寛成代表代行（当時）は、民主中道とは、自由放任、弱肉強食に通ずる社会を目指す動きとは一線を画すものであり、民主党の経済政策は、市場原理を尊重する事を前提としているが、同時に、適正な富の配分、公正、透明な競争確保、環境との調和、完全雇用実現等に資するシステムの確立に最重点を置いている、と語っている。
民主党は、1998年4月、院内会派「民主友愛太陽国民連合」（民友連）に参加していた旧民主党・民政党・新党友愛・民主改革連合が合流して結成されたが、その際、旧民主党が基本理念として「民主リベラル」を唱え、民政党が「保守中道」を主張し、前者が後者の「保守」に、後者が前者の「リベラル」に、それぞれ反発し、意見が対立した。そこで新党の旗振り役であった細川護熙元首相が「民主リベラル」と「保守中道」との両者を組み合わせて進言した「民主中道」が、基本理念として用いられる事となった。

## 改革中道
民主党の後継である国民民主党 (日本 2018)・国民民主党 (日本 2020)が使用している理念